# Толстая тетрадь (роман)
«То́лстая тетра́дь» (франц. Le grand cahier) — название романа венгерско-швейцарской писательницы Аготы Кристоф, повествующего о жизни двух братьев во время Второй мировой войны.
Оригинал романа написан на французском языке. Впервые произведение было издано в Швейцарии в 1986 году и сразу же с восторгом принято критиками. В дальнейшем автор расширила «Толстую тетрадь» до трилогии, опубликовав романы «Доказательство» и «Третья ложь».
На русском языке произведение впервые издано в переводе Павла Вязникова в журнале «Иностранная литература» в 1997 году. Всего роман переведён на тридцать языков.

## Сюжет
О жизни двух братьев-близнецов в тяжёлое военное время
С первых же страниц текста читатель оказывается вовлечённым в придуманную автором игру: мы внимательно следим за ходом повествования, никак не подозревая, что писатель может воспользоваться нашим доверием и заманить нас в ловушку. Следуя условиям игры текста — «Толстая тетрадь» представляет собой записки двух близнецов — Клауса и Лукаса — о своей жизни в приграничном венгерском городке во время второй мировой войны. 
— Евгения Фотченкова. Страшные сказки для взрослых.

## Литературная выразительность и критика
В 1986 году критики с восторгом приняли первый роман Аготы — «стилизованный под детский дневник постницшеанский кошмар», вышедший в издательстве «Сёй». Книга была с восторгом принята критиками и удостоена престижной премии «Почётная лента франкофонии».
Очарованный, почти испуганный вызывающей простотой авторского синтаксиса (подлежащее + сказуемое + дополнение — это всё!), я вдруг понял, что больше всего язык романа похож на удачную попытку перевода на человеческий язык с какого-то совершенно нелюдского наречия — то ли марсианского, то ли муравьиного. Люди так не разговаривают; тем более, мы так не пишем. Никто — кроме Аготы Кристоф и её героев. 
— Макс Фрай «Книга для таких, как я»

## Похожие книги
- «Осиная фабрика» (1984) Иэна Бэнкса
- «Жестяной барабан» (1959) Гюнтера Грасса
- "Раскрашенная птица" (1965) Ежи Косинского

## Экранизации
Полнометражная экранизация романа снята венгерским режиссёром Яношем Сасом. Премьера фильма состоялась 3 июля 2013 года.